# Litoral (departamento)
Litoral (em francês: Littoral) é um dos departamentos do Benim com sede em Cotonu. Está dividido em 13 arrondissements e contém apenas uma comuna, Cotonu, a maior do país. Littoral é o menor dos 12 departamentos do Benin e foi separado do departamento Atlântico em 1999.

## Demografia
O departamento de Litoral registou uma perda populacional face ao total nacional, de 9,8% da população total em 2002 para 6,8% em 2013, através do benefício para as comunas vizinhas de Abomei, Uidá e Seme-Poji que se tornaram verdadeiras cidades dormitório.
| 2002   | 2013   | Taxa de variação intercensitária |
| 665100 | 679012 | 0,18%                            |